# Lelkes Dalma
Lelkes Dalma (Kalocsa, 1933. március 12. – Budapest, 1980. december 8.) magyar színésznő. Férje Nagy Attila színész volt.

## Élete
1956-tól a győri Kisfaludy Színházban kezdte pályáját. 1960-tól a Pécsi Nemzeti Színház, 1962-től a Veszprémi Petőfi Színházban szerepelt. 1966 és 1969 nyarán is játszott kisebb szerepeket Madách Imre: Az ember tragédiája című drámájában a Szegedi Szabadtéri Színpadon. 1966-tól a budapesti Bartók Gyermekszínház  tagja volt, de játszott a Nemzeti Színházban is. 1968-ban az Irodalmi Színpadon lépett fel. 1969-től a Szegedi Nemzeti Színházhoz szerződött. 1970 nyarán a Trójai nők című drámában szerepelt a Szegedi Szabadtéri Színpadon.  1972-től ismét Budapesten szerepelt, előbb a Nemzeti Színház, majd 1979-től a Budapesti Gyermekszínház színésznője volt. 1978-ban játszott a Játékszínben is. 1968-ban családjával, férjével, Nagy Attilával és lányukkal, Ágival együtt szerepelt a Plusz egy fő című televíziós, zenés családi revüben.

## Fontosabb színpadi szerepeiből
- William Shakespeare: Othello... Desdemona
- William Shakespeare: Vízkereszt vagy amit akartok... Olivia
- William Shakespeare: Szentivánéji álom... Hermia
- Lope de Vega: A kertész kutyája... Marcela
- Alexandre Dumas: A kaméliás hölgy... Nichette
- Friedrich Schiller: Ármány és szerelem... Sophie
- Aiszkhülosz: A jólelkűek... 2. Karvezető
- Euripidész: Trójai nők... 6. trójai nő
- Lev Nyikolajevics Tolsztoj: Háború és béke... Liza, Andrej felesége
- Lev Nyikolajevics Tolsztoj: Anna Karenina... Dolly, Oblonszkij felesége
- Peter Weiss: Jean Paul Marat üldöztetése és meggyilkolása ahogy a charentoni elmegyógyintézet színjátszói előadják de Sade úr betanításában... Negyedik ápolt; 3. ápolt
- Charles Dickens: Copperfield Dávid... Annie
- Charles Dickens: Karácsonyi ének... Cratchitné
- Megan Terry: Viet-rock... szereplő
- Jókai Mór: Fekete gyémántok... Evila
- Jókai Mór – Török Tamás: Szeretve mind a vérpadig... Tisza Ilona
- Madách Imre: Az ember tragédiája... Első boszorkány; Első polgárlány
- Mikszáth Kálmán – Török Tamás: Egy éj az aranybogárban... Zsuzska, szobalány
- Heltai Jenő: A néma levente... Carlotta; Gianetta
- Móricz Zsigmond : Nem élhetek muzsikaszó nélkül... Pólika, Balázs felesége; Birike
- Móricz Lili – Móra Ferenc: Négy apának egy leánya... Pengáló Mári
- Jékely Zoltán: Mátyás király juhásza... Beatrice, Mátyás király felesége
- Németh László: Nagy család (II. rész)... Vera
- Sándor Iván: Az R 34-es repülőjárat... Éva Filatova
- Mesterházi Lajos: Pesti emberek... Pirike
- Kállai István: Majd a papa... Gabi
- Csizmarek Mátyás: Mazsola... Szobalány
- Csizmarek Mátyás – Semsei Jenő – Nádassi László: érdekházasság... Ilonka
- Gyárfás Miklós: Kisasszonyok a magasban... Piroska, a szemtelen kisasszony
- Gyárfás Miklós: Lángeszű szerelmesek... Magda
- Tarbay Ede: Hét szem mazsola... Királyné; Luza királylány
- Felkai Ferenc: A princesszin... Orsós Zsuzsa
- Márkus György: Az olympikon... Khrüzé
- Dékány András - Baróti Géza: Dankó Pista... Juli
- Kaszó Elek – Tóth Miklós – Hajdu Júlia: Füredi komédiások... Málika, Duduczék lánya
- Eisemann Mihály: Bástyasétány 77... Bözsi
- Kálmán Imre: Csárdáskirálynő...  Leontine bárónő
- Vratislav Blažek: Mesébe illik... Vera
- Borisz Leontyevics Gorbatov: Egy éjszaka... Varja
- Grigorij Lvovics Rosal – Abdilda Tazsibajev: 	Dzsomárt szőnyege... Dzsomárt szőnyege
- Gerhart Hauptmann: Naplemente előtt... Ottilia
- Marcel Pagnol: A szép Fabien... Lodoiska, a szakállas nő
- Paul Armont – Paul Vandenberghe: Fiűk, lányok, kutyák.... Odette
- Osvald Zahradník: Szonatina egy páváért... Javorská

## Filmjei

### Játékfilmek
- A mi földünk - 1959
- Ki van a tojásban? - 1974
- Pókfoci - 1977

### Tévéfilmek
- A szívroham – 1964
- Nyúlkenyér - 1977

## Szinkronszerepek
- Hívatlan látogatók (1959) (szinkron: 1960) – Hilda (Hilja Varem)[5]